# Maurício Trindade
Maurício Trindade (Salvador, 10 de setembro de 1962) é um médico e político brasileiro.

## História
Formou-se em Odontologia pela Universidade Federal da Bahia, 1985, e em Medicina pela Escola Baiana de Medicina e Saúde Pública-EBMSP, 1987.

## Mandato Eletivo
Teve os seguintes mandatos eletivos:
- 1993-1996, suplente de vereador pelo Partido Progressista Brasileiro-PPB;
- 1997-2000, eleito vereador pelo Partido Progressista Brasileiro – PPB;
- 2001-2004, reeleito pelo Partido Social Cristão – PSC;
- 2003-2007, deputado estadual pelo Partido Social Trabalhista – PST;
- 2007-2011, deputado federal pelo Partido Liberal – PL;
- 2011-2015, reeleito pelo Partido Republicano – PR;
- licenciou-se do mandato em 03 de janeiro de 2013, para assumir o cargo de Secretário de Desenvolvimento Social na Prefeitura Municipal de Salvador.
- 2017-2020, vereador pelo DEM, atualmente filiado ao MDB.